# Niederländische Badmintonmeisterschaft 1979
Die Niederländische Badmintonmeisterschaft 1979 war die 38. Austragung der nationalen Titelkämpfe im Badminton in den Niederlanden.

## Sieger und Finalisten
| Disziplin    | Gold                              | Silber             |
| ------------ | --------------------------------- | ------------------ |
| Herreneinzel | Rob Ridder                        | Guus van der Vlugt |
| Dameneinzel  | Joke van Beusekom                 | Marjan Ridder      |
| Herrendoppel | Herman Leidelmeijer Guus de Vogel |                    |
| Damendoppel  | Joke van Beusekom Marjan Ridder   |                    |
| Mixed        | Rob Ridder Marjan Ridder          |                    |